# 三重県道512号青山高原公園線
三重県道512号青山高原公園線（みえけんどう512ごう あおやまこうげんこうえんせん）は、三重県津市から伊賀市に至る一般県道である。通称は「青山高原道路」。

## 概要
津市榊原町から、中勢と伊賀地方にまたがる青山高原の尾根伝いをほぼ南北に抜けて、伊賀市伊勢路に至る。区間の総延長は約23 kmで、主な通過地は、津市美里町長野、伊賀市奥馬野・勝地・北山である。当初は航空自衛隊笠取山分屯基地がある津市榊原町から白山町垣内までの区間を自衛隊が完成させた道路が、県道として三重県が1968年（昭和43年）に認定したもので、その後1975年（昭和50年）に、青山高原の観光道路として青山峠までの区間を三重県道路公社が開発した青山高原有料道路（愛称：青山高原パークライン）が整備されて、1984年（昭和59年）に完全無料化された。沿道に日本国内最大級の風力発電用の風車群があり、爽快な高原風景が見られるドライブルートとして知られる。
かつてこの県道の一部は青山高原有料道路（あおやまこうげんゆうりょうどうろ）という名の有料道路であった。

### 路線データ
- 起点：津市榊原町（字播磨2874の2番地先[6]：三重県道28号亀山白山線交点）
- 終点：伊賀市伊勢路（字青山1356の126番地先[6]：国道165号交点）
- 総延長：22.770 km[1]
- 道路幅員：7 m[7]

## 歴史
青山高原では1970年（昭和45年）に室生赤目青山国定公園指定を受けた前後から観光地としての注目が集まり始めていた。1961年（昭和36年）に近鉄資本で「青山高原ハイキングセンター」が開設されたのを皮切りに、民間企業による大規模なリゾート開発計画も持ち上がった。しかし、この計画を立案した企業は倒産、開発を望む地域住民の声を受けて三重県が整備を行うことになった。このリゾートへのアクセス道路として開通したのが、三重県道512号であった。
1967年（昭和42年）に陸上自衛隊久居駐屯地の部隊に三重県が依頼して完成、1968年（昭和43年）12月3日に無料の三重県道512号青山高原公園線として路線認定を受けた。当時の区間は一志郡久居町榊原から一志郡白山町大字垣内であり、現在より短かった。1975年（昭和50年）、久居市榊原町字奥山から名賀郡青山町伊勢路の区間を新設し、同年6月1日に観光道路として整備された10.7281 kmの「青山高原有料道路」（愛称：青山高原パークライン）が開通した。この際、三重県企業庁から有料道路を管轄する三重県道路公社に管理が移管された。当初は25年間通行料金の徴収が行われる予定であったが、交通量が思うように伸びず赤字が累積し、1984年（昭和59年）3月31日をもって同公社による管理は終了、翌月より無料開放された。

## 路線状況
航空自衛隊笠取山分屯基地から終点・青山峠までの青山高原道路の区間は2車線に整備されている。笠取山分屯基地から起点がある津市榊原町までの東側の区間は、道幅が狭く険しい舗装林道の様相となる。

### 別名
- 青山高原道路（津市、伊賀市）

三重県中部、青山高原の尾根伝いをほぼ南北に走る県道512号の一部区間の道路通称名。かつての「青山高原有料道路」の無料開放後の通称としてよばれている。

### 通行料金
青山高原有料道路時代（1975年6月1日 - 1984年3月31日）の通行料金を以下に示す。当時は回数券も用意していたようである。現在は無料である。
| 区分 | 普通車 | 中型車 | 大型車  | 軽自動車 | 軽車両 |
| ---- | ------ | ------ | ------- | -------- | ------ |
| 料金 | 300円  | 450円  | 1,050円 | 200円    | 50円   |

### 交通規制
| 区間                                    | 距離    | 雨量    | 雨量   | 出典 |
| 区間                                    | 距離    | 時間    | 連続   | 出典 |
| --------------------------------------- | ------- | ------- | ------ | ---- |
| 伊賀市奥馬野（おくばの） - 伊賀市伊勢路 | 10.7 km | 40 mm/h | 200 mm | 。   |

### 交通量
平日12時間交通量
| 地点           | 交通量 |
| -------------- | ------ |
| 津市榊原町安子 | 331台  |

## 地理

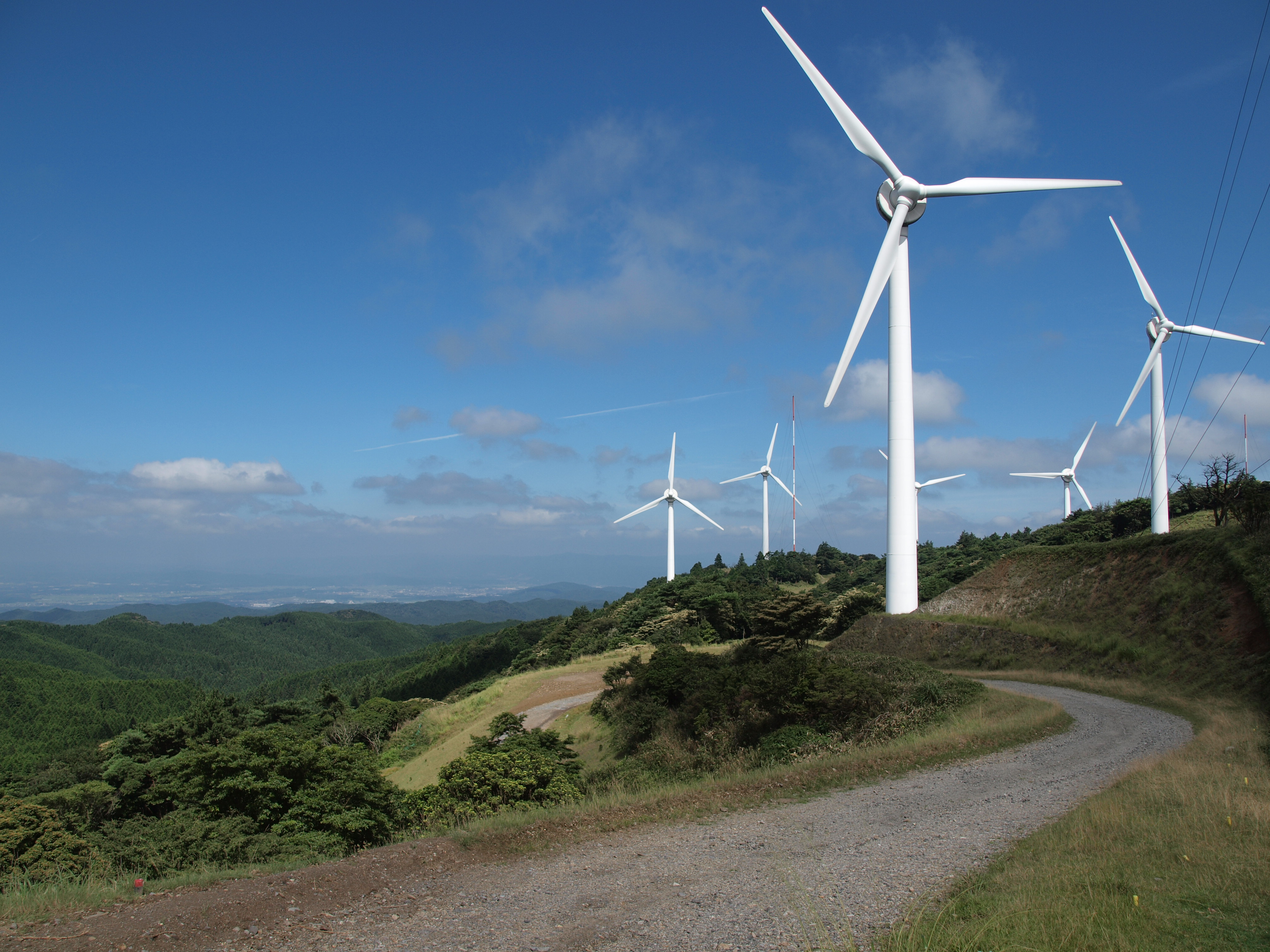
沿線風景
（久居榊原風力発電施設）

終点がある青山峠へは、伊勢自動車道の久居ICから国道165号経由で約22 km、名阪国道（国道25号バイパス）の上野東ICから国道422号・国道165号を経由して22 kmの位置にある。国道165号と交差する青山峠側から山頂に向かって登っていく約5 kmほどは樹林帯に囲まれたワインディングロードである。
津市と伊賀市の境界の沿ってほぼ南北に抜ける「青山高原道路」の区間は、室生赤目青山国定公園内にある標高700 mから800 mの青山高原の尾根伝いに延びる道路で、適度なアップダウンと緩やかなカーブが連続する。この地には、日本最大級の風力発電用風車群があり、東側には遠方の伊勢湾も眺望することができる。
津市と伊賀市の間を複雑に入り組んでいるため、1975年（昭和50年）5月2日に両市を管轄する津南警察署（当時は久居警察署）・伊賀警察署（当時は上野警察署）・名張警察署の3警察署の間で管轄区域の境界線の協定が結ばれた。

### 通過する自治体
- 三重県
  - 津市 - 伊賀市 - 津市 - 伊賀市 - 津市 - 伊賀市 - 津市 - 伊賀市 - 津市 - 伊賀市

### 交差する道路
| 交差する道路                  | 市町村名 | 交差する場所 | 交差する場所 |
| ----------------------------- | -------- | ------------ | ------------ |
| 三重県道28号亀山白山線        | 津市     | 榊原町       | 起点         |
| 東海自然歩道                  | 伊賀市   | 北山         |              |
| 三重県道755号老ヶ野古田青山線 | 伊賀市   | 伊勢路       |              |
| 国道165号                     | 伊賀市   | 伊勢路       | 終点         |

### 交差する鉄道
- 近鉄大阪線

### 沿線
- 榊原温泉
- 榊原地区集会所
- 航空自衛隊笠取山分屯基地
- 久居榊原風力発電施設（青山高原ウインドファーム）
- 青山高原
  - 布引山地
  - ふるさと公園
  - 青山高原山頂小屋
  - 青山高原サニーヴィラ
  - 青山高原ロッジ

### 峠
- 青山峠（津市 - 伊賀市）